# Bassia laniflora
Bassia laniflora là loài thực vật có hoa thuộc họ Dền. Loài này được (S.G.Gmel.) A.J.Scott mô tả khoa học đầu tiên năm 1978.